# Rockville (Utah)
Rockville je město v okresu Washington County ve státě Utah. K roku 2000 zde žilo 247 obyvatel. S celkovou rozlohou 21,8 km² byla hustota zalidnění 11,3 obyvatel na km².